# Dendrocopos himalayensis
El pico del Himalaya (Dendrocopos himalayensis) es una especie de ave piciforme de la familia Picidae que vive en el Himalaya y montañas vecinas.

## Descripción
Es un pájaro carpintero de mediano tamaño y de varios colores. Sus partes superiores son principalmente negras, con amplias manchas blancas desde el hombro hasta la espalda baja, con poco blanco salvo en las plumas de vuelo y en los blancos y limpios bordes de la cola. Las partes inferiores y la cabeza son de color beige blanquecino, con una marca en forma de Y negra en el cuello y en las mejillas. El píleo de los machos es rojo, mientras que el de las hembras es negro. Además tienen marcas negras bajo los ojos.

## Distribución y hábitat
Se encuentra en las regiones del norte del subcontinente indio, sobre todo en el Himalaya y algunas zonas aledañas, extendiéndose por las zonas montañosas de Afganistán, India, Nepal y Pakistán.
Su hábitat natural son los bosques boreales y los bosques templados de la región.

## Galería

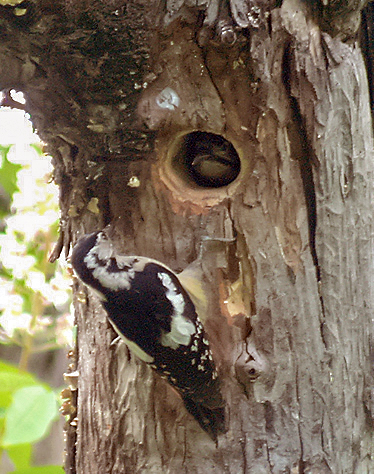
Una pareja de picos
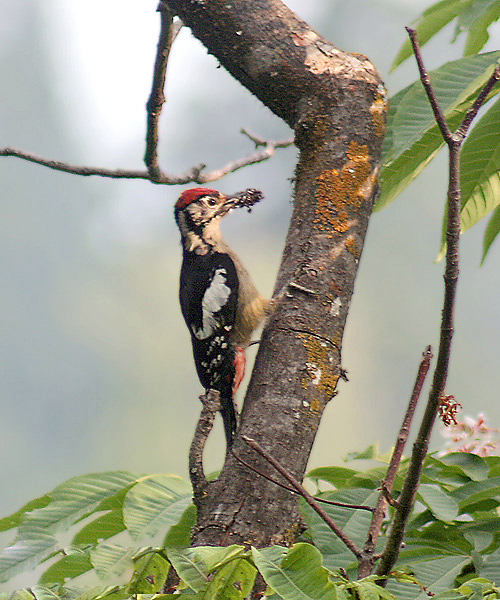
Un pico macho llevando alimento
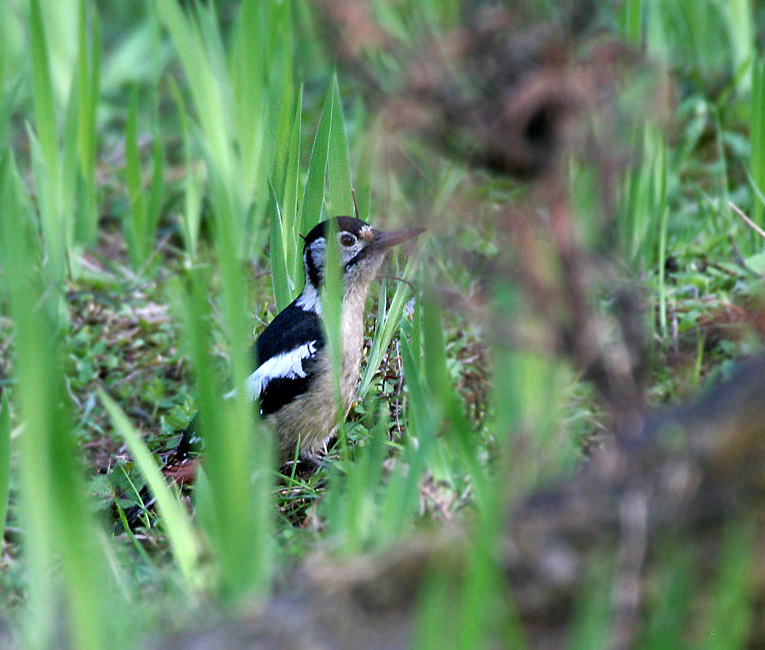
Pico hembra en el suelo